# Hans Hanse
Hans Wilhelm Hanse, född 24 december 1879 i Växjö, Kronobergs län, död 4 juni 1961 i Älmhults församling, Kronobergs län, var en svensk civilingenjör.

## Biografi
Hans Hanse utbildades vid Chalmers tekniska högskola i Göteborg och startade därefter år 1910 vid Färe glasbruk. Han var med och bildade Elme glasbruk år 1917 i vilket han arbetade som direktör och disponent. Han upprättade även sågverk och ångkraftverk samt anlade bostäder åt arbetarna. Hanse övergick senare till att ägna sig åt forskning rörande köks- och vedpannor och gjorde flera nykonstruktioner. Han erhöll 1952 forskningsbidrag från Chalmerska Forskningsfonden "för undersökningar och praktiska prov av tillverkade spisar för vedeldning samt för utexperimentering av vedeldad värmepanna".

## Familj
Hanse gifte sig med Decilia Lindgren och fick med henne två döttrar.